# Tamaricella grossa
Tamaricella grossa är en insektsart som beskrevs av Mitjaev och Zhurawlew 1991. Tamaricella grossa ingår i släktet Tamaricella och familjen dvärgstritar.
Artens utbredningsområde är Kazakstan. Inga underarter finns listade i Catalogue of Life.